# Quentin Jackson
Quentin Jackson (Springfield, Ohio, 13 de gener de 1909 - Nova York, 2 d'octubre de 1976) era un músic de jazz estatunidenc. El seu instrument era el trombó. Al principi de la seva carrera va treballar amb Cab Calloway i va tocar a l'orquestra de Duke Ellington. Posteriorment, va fer treballs notables amb Charles Mingus, Kenny Burrell i altres.

## Discografia
- The Swingin' Miss "D" amb Dinah Washington, 1956 (reed. 1998)
- Blue Gardenia amb Dinah Washington, (1995)
- Dinah Sings Bessie Smith amb Dinah Washington, 1956, 1957 (1999)
- Live At Newport 1956, Live At Newport 1958, Blues In Orbit amb Duke Ellington (Columbia)
- Johnny Hodges amb Billy Strayhorn & The Orchestra, 1961 (1999)
- Jazz masters 48 amb Oliver Nelson (Verve, 1962-67)
- The Black Saint And The Sinner Lady, Mingus Mingus, Mingus Mingus amb Charles Mingus, (Impulse! Records, 1963)
- Movin' Wes amb Wes Montgomery, (Verve, 1963/1997)
- Quincy Jones Plays Hip Hits, 1963 (2004)
- Impressions: The Verve Jazz Sides amb Wes Montgomery, (Verve, 1964-1966, erschienen 1995)
- Peter & The Wolf amb Jimmy Smith, 1966 (1999)
- Blues: The Common Ground amb Kenny Burrell (Verve, 1967-68)
- Talkin' Verve amb Shirley Scott, (Verve, 2001)
- Roll 'Em with Shirley Scott, 1966 (2004)
- Ella Fitzgerald Sings the Duke Ellington Songbook, (Verve, 1957/1999)
- Ellington Is Forever amb Kenny Burrell (Fantasy, 1979)

## A internet
- biografia a All Music (anglès)